# Cirrula gigantea
Cirrula gigantea är en tvåvingeart som beskrevs av Cresson 1915. Cirrula gigantea ingår i släktet Cirrula och familjen vattenflugor. Inga underarter finns listade i Catalogue of Life.